# Asyl (institution)
 For alternative betydninger, se Asyl. (Se også artikler, som begynder med Asyl)
Asyl er en børneinstitution, der blev opfundet i 1850'erne. Formålet var pasning af børn i dagstimerne, mens deres forældre arbejdede. En dag var typisk på 12 timer, fra kl.7-19.

## Asyl
(Asyl (fra Græsk asylos, "ukrænkelig") har, med udgangspunkt i betydningen "fristed", flere betydninger. Det kan eksempelvis betyde “et fredhelligt sted” - et sted hvor man kan få lov at være i fred)
Asyl er en daginstitution, som blev udviklet under den industrielle revolution i Danmark. Asylet blev opfundet i midten af 1800-tallet. Asylet var for børn fra tre-ugers-alderen til skolealderen. Asylerne virkede dermed både som det vi i dag kalder vuggestue og børnehave.

## Asylets historie
Asylet blev relevant da man begyndte at tage kvinder i arbejde, og dermed skulle have et sted at anbringe deres børn i mellemtiden. Kvindearbejdere var billig arbejdskraft og fabriksejerne havde derfor interesse i at tage kvinder i arbejde hurtigst muligt efter fødslen. Det var derfor normalt at kvindernes barsel kun varede tre uger. Så længe børnene var små, måtte kvinderne godt gå til asylet og amme i pauser.
Asylet, som institution, blev opfundet af private initiativtagere. Kong Christian 8.'s dronning, Caroline Amalie, var én af dem.
Uden mulighed for at have børnene i asyl måtte kvinder, der arbejdede udenfor hjemmet, lade deres børn blive alene hjemme. Børnene blev passet af ældre søskende, men der er også set tilfælde af små børn der, mens deres mor var på arbejde, blev bundet til bordbenet med en smule mad eller en sutteklud med spiritus, for at få dem til at sove.
Asylerne blev ledet af en “plejemoder” (forstanderinden) og et par assistenter afhængigt af asylets størrelse. Det var typisk, at de ansatte havde mulighed for at bo på asylet, ligesom der på nogle asyler var mulighed for at enlige mødre kunne bo på asylet med deres børn.
Børneplejestationerne blev udviklet i 1908. Her var der et sammenspil mellem det kristelige livssyn og det naturvidenskabelige verdensbillede. Under denne periode kom man meget tæt på den filantropiske virksomhed.
De københavnske børneplejestationer var meget populære. Efter børneplejestationerne blev udviklet, søgte 3% af de arbejdende mødre ind med deres spædbørn. Der var også mulighed for enlige mødre at bo på institustionerne med deres børn.
Asylet som institution forsvandt i takt med at fabrikkerne asylet tilhørte, også lukkede. Ideen om en børneinstitution lever dog stadig videre. I dag kender vi dem som diverse daginstitutioner.

## Asylet i Brede
Brede Klædefabriks asyl blev oprettet i 1850’erne af fabriksejeren J.E. Modeweg og hans kone - her kunne unge mødre få deres børn passet mens de arbejdede på fabrikken. I 1905 havde fabrikkens nye direktør, Edmund Daverkosen, 25 års jubilæum og i den anledning blev et nyt asyl i to etager opført. I stueetagen blev børnene passet, og på førstesalen boede de ansatte samt enlige mødre. De enlige kvinder med børn kunne med fordel søge ansættelse på Brede klædefabrik. For selvom de havde børn udenfor ægteskabet, som var moralsk forkert, kunne de i Brede både få bolig og arbejde.
Asylet fungerede som led i en række tilbud til arbejderne, som skulle øge arbejdernes tilknytning til fabrikken. Deriblandt var små arbejderboliger til fabrikkens arbejdere. Prisen for bolig samt pasning af børn på asylet (og andre udgifter som sygekasse, o.lign.) blev trukket fra arbejdernes løn, og da lønnen var lav var det derfor ofte at arbejderne stod i gæld til fabriksejeren.
Asylet fik ikke mange penge at løbe rundt for, og da børnepassernes løn skulle betales af disse penge, var det ofte at der ikke var råd til ordentlig/nok mad til børnene, som derfor kunne blive fejlernærede.
Igennem tiden er asylet blevet genopbygget og restitueret flere gange. Det fungerer i dag som en daginstitution.

## Børn uden for ægteskab
Asylet var oplagt for mange enlige mødre. Omkring århundredeskiftet var der mange uægte børn, både i byen og på landet. Hver femte barn i byen og hvert tiende barn på landet var blevet født uden for et ægteskab.
Der var flere grunde til de mange uægte børn, efter 2. verdenskrig blev mange mænd dræbt og der var derefter et flertal af kvinder i samfundet.
Mange mænd ville ikke gifte sig før de havde råd til deres eget hus/sted.
Det var efterhånden blevet et krav til de unge mænd, at de skulle havde seksuelle erfaringer inden de blev gift, det skulle dog foregå med piger der ikke var fra deres egen sociale lag. Når de unge mænd var under ”seksuelle erfaringer” fik de jo selvfølgelig børn, i hvert fald så længe der ikke var mulighed for at få prævention. Derfor var der børn uden for ægteskabet, og i mange tilfælde var faren ikke med til at erkende sit barn.
Efter 2. verdenskrig bredte børneinstitutionerne sig rundt omkring i landet.
I begyndelsen af 1960’erne kunne en kvinde, der var hjemboende og gift, ikke få sine børn passet, da hun selv var i stand til at forsøge sine børn.